# 124P/Mrkos
124P/Mrkos – kometa krótkookresowa, należąca do rodziny Jowisza.

## Odkrycie
Kometa została odkryta 16 marca 1991 przez Antonína Mrkosa w Obserwatorium Kleť.

## Orbita komety i właściwości fizyczne
Orbita komety 124P/Mrkos ma kształt elipsy o mimośrodzie 0,50. Jej peryhelium znajduje się w odległości 1,65 j.a., aphelium zaś 4,99 j.a. od Słońca. Jej okres obiegu wokół Słońca wynosi 6,04 roku, nachylenie do ekliptyki to wartość 31,5˚.
Jądro tej komety ma rozmiary maks. kilku km.